# Materhorn
Materhorn, poznat i kao Monte Červino (ital. Monte Cervino) ili Servin (fr. Cervin), je planinski vrh Peninskih Alpa. Nalazi se na visini od 4.478 m i jedan je od najviših vrhova Alpa.  Ima oblik strme i zakrivljene piramide, čija je severna stena skoro vertikalna i pruža se oko 1.200 metara od lednika.
Materhorn je dugo vremena smatran neosvojivim. Godine 1865. na Peninske Alpe su došle dve ekspedicije sa namerom da se popnu na najnedostižniji vrh u Evropi. Vodila se trka između italijanskih i sedmorice engleskih alpinista, koje je predvodio Edvard Vimper. Nakon nekoliko neuspešnih pokušaja, Vimper je izabrao maršrutu koju su stanovnici Alpa do tada smatrali nemogućom za uspon — severno-istočni greben, koji počinje od jezera Švarcze. Pošto nije uspevao da izabere dobar smer, Vimper je smatrao da treba da pokuša da osvoji vrh i sa istočne strane. To je uspeo 14. jula 1865. kada je postao prvi čovek koji je osvojio Materhorn. U povratku su četvorica od sedmorice članova ekipe pala sa stene u provaliju. Vimper i dvojica njegovih kolega ostali su nepovređeni. 
Materhorn se nalazi na južnoj granici švajcarskoga kantona Vale. Tokom leta ovde dolaze ljubitelji planinarenja i planinskog turizma, a tokom zime ljubitelji skijanja na Alpima. Cermat, čuveni centar zimskih sportova, nalazi u podnožju Materhorna. Prvi avanturisti počeli su da posećuju doline reka Mat i Zas oko 1840. godine. Cermat se nalazi na nadmorskoj visini od 1.860 metara. Postoji Brig-Visp-Cermat, železnička linija koja povezuje dolinu Rone sa oblastima koje se nalaze na većim visinama, i koja je počela je sa radom 1898.